# Leptodesmus gasparae
Leptodesmus gasparae är en mångfotingart som beskrevs av Christoph D. Schubart 1944. Leptodesmus gasparae ingår i släktet Leptodesmus och familjen Chelodesmidae. Inga underarter finns listade i Catalogue of Life.